# Białopole, Silezia Inferioară
Białopole [bjawɔˈpɔlɛ][bjawɔˈpɔlɛ] (în germană Sommerau) este un sat în districtul administrativ Gmina Bogatynia, powiatul Zgorzelec, voievodatul Silezia Inferioară din sud-vestul Poloniei, în apropiere de granițele cu Republia Cehă și Germania. Anterior anului 1945 a aparținut Germaniei. După cel de-al Doilea Război Mondial populația de etnie germană a fost expulzată și înlocuită cu polonezi.
Această localitate se află la aproximativ 7 km sud-vest de Bogatynia, 31 km sud de Zgorzelec și 153 km vest de capitala regională Wrocław.